# James Patrick Cannon
James Patrick "Jim" Cannon (11 de febrero de 1890 - 21 de agosto de 1974) fue un trotskista norteamericano y dirigente del Socialist Workers Party. 
Nació el 11 de febrero de 1890 en Rosedale, Kansas, y se unió al Partido Socialista de América (Socialist Party of America, SPA) en 1908 y a la IWW (Industrial Workers of the World) en 1911. Fue entrenado personalmente por Bill Haywood, un máximo dirigente de la IWW, y fue el organizador de la IWW en toda la región central de los Estados Unidos desde 1912 hasta 1914. Luego de su expulsión del Partido Comunista norteamericano en 1928, Cannon fue el secretario nacional de la Liga Comunista de América (Communist League of America), el Partido Obrero de los Estados Unidos (Workers Party of the United States) y el Partido de los Trabajadores Socialistas o Partido Obrero Socialista (Socialists Workers Party) hasta su jubilación y traslado a California en 1953. Era presidente nacional emérito del SWP cuando murió en Los Ángeles el 21 de agosto de 1974. 

## Biografía

### Cannon en los comienzos del movimiento comunista
Cannon se opuso a la Primera Guerra Mundial desde una posición internacionalista y apoyó la Revolución Rusa de 1917. La victoria bolchevique en Rusia radicalizó al Partido Socialista de América (Socialist Party of America) e hizo que Cannon regresara a la organización. Fue un participante activo en la Sección Izquierda del Partido Socialista, una fracción organizada que buscaba transformar el partido en una organización socialista revolucionaria. En 1919, fue miembro fundador de Communist Labor Party (CLP), precursor del Partido Comunista de América (Communist Party of America, CPA), aunque no asistió personalmente a la convención de Chicago del CLP. Fue, sin embargo, parte de la dirección del CLP desde el primer momento, trabajando como secretario de distrito del CLP para los Estados de Kansas, Misuri y Nebraska desde el momento de la fundación. Era, también, el editor del semanario del ala izquierda de Kansas City, desde 1919 hasta 1920, tomando esa posición cuando su compañero, el sindicalista Earl Browder, fue enviado a prisión por sus actividades previas contra la guerra. 
En mayo de 1920, el CLP se fusionó con un sector de CPA encabezado por Charles Ruthenber y Cannon fue elegido como miembro del Comité Central Ejecutivo de la nueva organización por la convención fundacional. Trabajó como el organizador del UCP en el distrito de St. Louis en el verano de 1920 y como el editor del periódico obrero de la organización, The Toiler, en octubre del mismo año. Esto llevó a Cannon a la ciudad de Nueva York, pudiendo, así, estar presente de manera regular en las reuniones del Comité Ejecutivo Central. Después de fusionar el UCP con lo que quedaba del CPA, encabezado por Charles Dirba, Cannon fue el primer organizador de subdistrito nombrado en la organización unificada, designado para Duluth, Minnesota. 
Cannon estaba en el Comité Ejecutivo de la Alianza Americana del Trabajo (American Labor Alliance), una de las organizaciones legales más importantes del clandestino CPA. Intentó atraer a la causa del movimiento comunista, perseguido y clandestino. En diciembre de 1921, Cannon dio el discurso de apertura en la convención fundacional del "partido político legal", formado paralelamente con el CPA clandestino, el Workers Party of America, y fue elegido presidente nacional en esa convención. 
Cannon fue elegido por el Comité Ejecutivo Central del CPA unificado como delegado del partido al Pleno Ampliado de la Comité Ejecutivo de la Internacional Comunista y como representante formal del partido en la Profintern. Abandonó los Estados Unidos a mediados de mayo de 1922 y finalmente llegó a Moscú el 1 de junio. Permaneció allí como delegado del partido para el IV Congreso Mundial de la Comintern, en el cual fue elegido para la presidencia del Comité Ejecutivo, permaneciendo en funciones desde agosto hasta noviembre de 1922. De vuelta en los Estados Unidos, Cannon fue miembro del Comité Ejecutivo de la organización Friends of Soviet Russia desde 1922. Fue, además, candidato del WPA para el Congreso de los Estados Unidos por el décimo distrito de Nueva York en 1922. Cannon permaneció en el Comité Central del WPA durante todo este periodo. 
El 19 de enero de 1924, Cannon fue nombrado secretario asistente ejecutivo del WPA, trabajando subordinado a su rival Ruthenberg. Fue el candidato de partido para la gobernación de Nueva York en las elecciones de 1924 y regresó a Moscú como delegado del partido para el V Pleno Ampliado del Comité Ejecutivo de la Internacional Comunista, realizado en marzo y abril de 1925. 
Cannon era un importante dirigente fraccional en el movimiento comunista norteamericano de la década de 1920, con un cargo en el Comité Central del Partido y en alianza con William Z. Foster, un grupo de base en Chicago apuntado a los trabajadores estadounidenses nativos en los sindicatos. Más tarde en esta década, Cannon rompió en gran parte con Foster, encabezando el brazo de defensa legal del partido, International Labor Defense (IDL). Esta organización funcionó como zona de influencia para Cannon y sus asociados. 
Cannon fue candidato del WPA para el Congreso en el vigésimo distrito de Nueva York para las elecciones de 1928.

### El giro de Cannon hacia el trotskismo
Mientras estaba en Rusia en 1928, Cannon leyó una crítica de la dirección de la Internacional Comunista escrita por Trotski, que había sido hecha circular por la Comintern por error. Fue convencido por los argumentos e intentó formar una Oposición de Izquierda dentro del WPA. Esto provocó su expulsión, el 27 de octubre de 1928, junto con sus compañeros Max Shachtman y Martin Abern.
Fuera del Partido Comunista, Cannon, Shachtman y Abern fundaron un nuevo partido político, la Liga Comunista de América (Communist League of America) y comenzaron a publicar The Militant. Vieron el aplastamiento del movimiento comunista alemán en manos de Hitler como evidencia de que la Comintern era, en efecto, irrelevante y, permaneciendo bajo control de Stalin, era incapaz de ser internamente reformada. De este modo, una nueva internacional y nuevos partidos eran necesarios. 

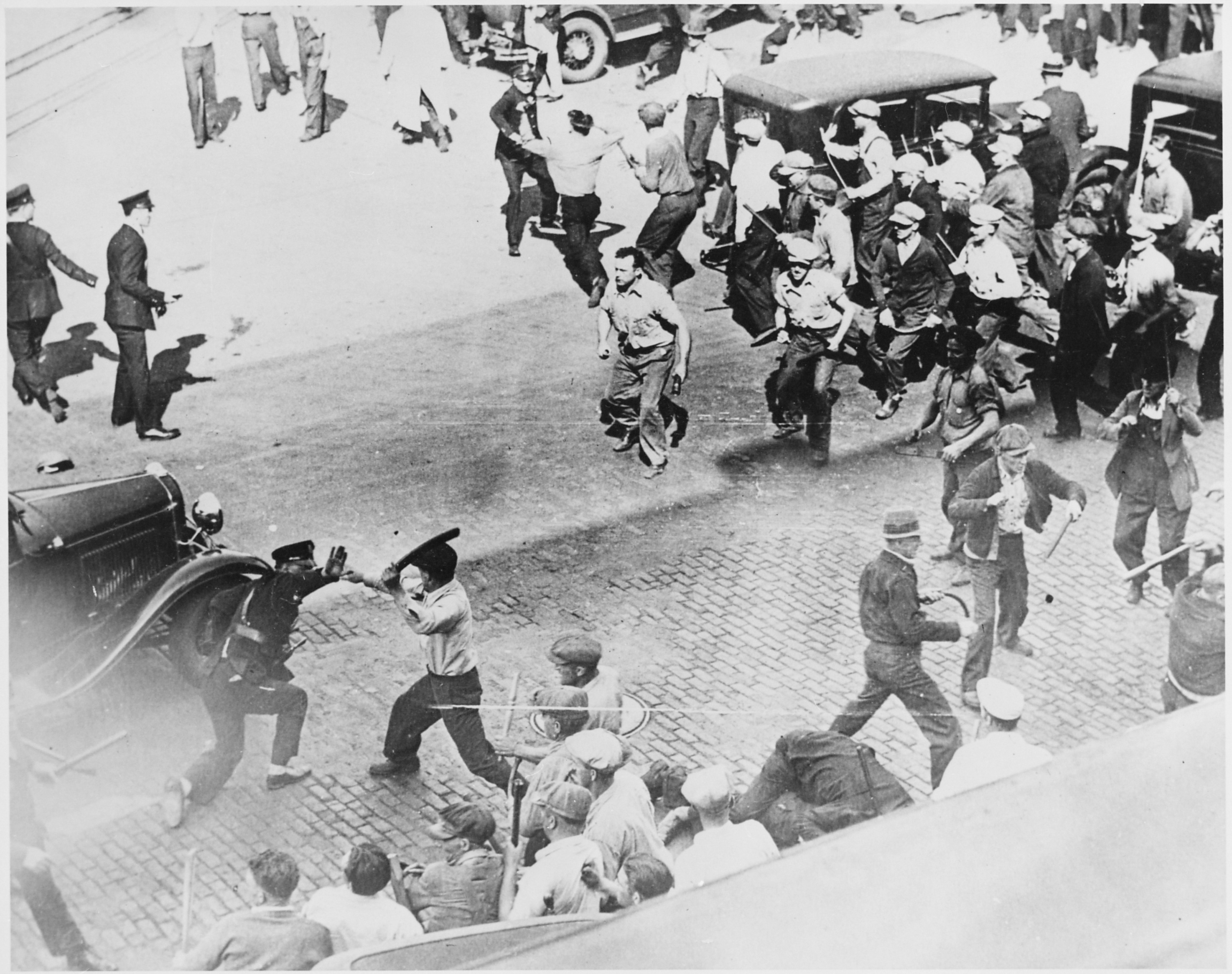
Enfrentamientos de los camioneros de Minneapolis con la policía en 1934.

En concreto, esto significó que ya no consideraron a la Liga Comunista como una fracción del Partido Comunista, sino que la consideraron el núcleo de un futuro partido revolucionario. Esto también significó que estaban mucho más inclinados a trabajar con otros sectores del socialismo renaciente y del movimiento obrero. Aunque la Liga Comunista era una organización pequeña -sus oponentes hablaban de Cannon, Abbern y Shachtman como "tres generales sin ejército"-, había ganado la mayoría de la sección del Partido Comunista en Minneapolis y en Saint Paul, Minnesota. Por lo tanto, cuando el movimiento obrero revivió, a principios de la década de 1930, la Liga Comunista estaba bien ubicada para poner sus ideas a actuar. A través de su influencia en la International Brotherhood of Teamsters (Hermandad internacional de camioneros), el sindicato creció rápidamente antes de las huelgas de camioneros de Minneapolis de 1934. Cannon jugó un rol principal en esta lucha, dirigiendo el trabajo cotidiano de la Liga Comunista, junto Shachtman. En diciembre de 1934, la Liga Comunista de América se fusionó con el pacifista Partido de los Trabajadores Americanos (American Workers Party) de A. J. Muste, para formar el Workers Party of the United States.
Durante 1935 y 1936, el nuevo partido estuvo profundamente dividido alrededor del llamado "giro francés". La organización trotskista en Francia había entrado al partido socialdemócrata de ese país - la Sección Francesa de la Internacional Obrera (SFIO)- y, manteniéndose organizada como una fracción en la organización, había difundido su programa y ganado adherentes entre la juventud del partido, lo cual fue considerado como un progreso significativo. Esta táctica había sido planteada por Trotski varias veces, pero el partido norteamericano estaba profundamente dividido sobre la conveniencia de la maniobra. Jim Cannon fue un defensor enérgico de esta táctica y estuvo involucrado en una lucha interna para disolver el Workers Party con el objetivo de practicar el entrismo en el Partido Socialista. A principios de 1936, una convención del Workers Party decidió, finalmente, que la organización debía entrar al PS. No obstante, esta decisión tuvo un costo: una fracción de izquierda, dirigida por Hugo Oheler se negó unirse al socialismo y abandonó la organización para formar la Liga Obrera Revolucionaria (Revolutionary Workers League). A. J. Muste se disgustó, de igual modo, y dejó el movimiento político radical para regresar a su iglesia.
La estancia de los trotskistas dentro del Partido Socialista duró sólo un año, desde 1936 hasta 1937. Las admisiones se hicieron de forma individual, no en masa. El abogado de Chicago y devoto trotskista Albert Goldman, que entró en el SP aproximadamente un año antes que sus camaradas, lanzó un periódico orientado a la facción llamado The Socialist Appeal, mientras que Cannon se dirigió al oeste, a Tujunga, California, un suburbio de Los Ángeles, para lanzar un periódico occidental orientado al movimiento sindical llamado Labor Action. Las operaciones cotidianas de la facción trotskista organizada en el Partido Socialista durante 1936-37 fueron manejadas por Shachtman y James Burnham en Nueva York, mientras que Cannon hizo lo que más tarde describió como «vanos intentos de participar por correspondencia en el trabajo del centro de Nueva York» Al intensificarse la situación fraccional en el Partido Socialista a principios de 1937, la organización hostil del partido en Nueva York tomó la decisión de expulsar a los trotskistas, lo que tuvo lugar a finales de la primavera de 1937. Un gran porcentaje de la organización juvenil del SPA, la Young People's Socialist League, se marchó con el ala izquierda expulsada. (Los expulsados habían organizado una «Federation of NY Left Wing Branches» del SP y publicado una revista editada por los trotskistas, Socialist Appeal. Ésta se convirtió en el periódico del Socialist Workers Party durante varios años después de su fundación). James Cannon dijo que cuando los trotskistas fueron expulsados del Partido Socialista «habían expulsado el corazón de su partido; Trotsky se había ganado a todos los jóvenes activistas serios, dejando sólo una cáscara muerta».
En el verano de 1937, Cannon regresó a Nueva York desde California, donde llevó a cabo actividades organizativas que condujeron a la formación del Partido Socialista de los Trabajadores en una convención celebrada del 31 de diciembre de 1937 al 3 de enero de 1938. Cannon fue elegido primer Secretario Nacional del grupo. James Cannon escribió más tarde que «Nuestro “viaje de ida y vuelta” por el Partido Socialista había dado como resultado ganancias en toda la línea. Formamos el Partido Socialista de los Trabajadores... y comenzamos una vez más una lucha independiente con buenas perspectivas y buenas esperanzas".

### Cannon en el SWP
Además de su actividad en el SWP, Cannon era una figura dirigente en la Cuarta Internacional, la organización trotskista internacional, y visitó Gran Bretaña en 1938 con la intención de ayudar a la unificación de los grupos competidores británicos. El resultado de la unficación en la Liga Socialista Revolucionaria (Revolucionary Socialist League) fue un remedo de organización, por lo cual se desintegró rápidamente. 
En 1940, Shachtman rompió con el partido, con un número importante de militantes, para formar el Workers Party. Shachtman y Burnham argumentaban que los estalinistas constituían una nueva clase burocrática en la Unión Soviética, mientras que Cannon, a igual que Trotski, pensaba que la Unión Soviética debía ser defendida a pesar de la dictadora de Stalin y la invasión de Finlandia. Esta disputa está registrada en el libro de Cannon La lucha por un partido proletario (The Struggle for the Proletarian Party) y en "En defenda del marxismo" de Trotski. Los estalinistas buscaro castigar tanto a Cannon como a Trotski por su defección de la Tercera Internacional controlada por Stalin. Trotski fue asesinado por uno de los agentes de la NKVD de Stalin y el Partido Comunista de Estados Unidos apoyó la persecución gubernamental de Cannon y otros trotskistas norteamericanos, tras la promulgación de la Smith Act, al combinarse los intereses del gobierno en preparar la guerra y los del PC, muy controlado por Moscú, mientras el SWP de Cannon apuntaba a movilizar la clase obrera contra la guerra. Incluso después de su pena de presidio bajo el cargo de conspirar contra el gobierno, su influencia en el SWP era fuerte y le escribió a los líderes del partido con regularidad, por ejemplo, recomendando un cambio de la línea del partido sobre el levantamiento de Varsovia. El libro de Cannon Cartas desde la prisión (Letters from Prison) contiene muchas de estas misivas. 
Luego de la guerra, Cannon asumió nuevamente la dirección del SWP, pero su rol declinó después de que abandonó el puesto de secretario nacional en 1953 en favor de Farrell Dobbs. Se retiró a California a mediados de 1950. Sin embargo, siguió siendo un miembro activo del Comité Político partidario. Cannon estuvo muy involucrado en las rupturas que se desarrollaron tanto en el SWP como en la Cuarta Internacional en 1952. Asumió un rol dirigente, guiando la fracción pública apoyada por el SWP, el Comité Internacional de la Cuarta Internacional, y apoyó la reunificación final de los dos bandos en 1963, lo cual llevó a la formación del Secretariado Unificado de la Cuarta Internacional. Cannon no tomó partido en las varias disputas de tendencias que se desarrollaron entre 1963 y 1967, excepto para condenar las firmes normas organizativas desarrolladas por sus antiguos seguidores. Esas cartas están reunidas en Don't Strangle The Party(en inglés).

### Muerte y legado
James P. Cannon murió el 21 de agosto de 1974, a la edad de 84 años. Sus archivos están alojados en la Sociedad Histórica de Wisconsin en Madison y están disponibles en microfilmes a través del préstamo interbibliotecario. 

## Obras
Una buena parte de los escritos de Cannon han sido reunidos, aunque los volúmenes han sido publicados por diferentes editoriales y no son exhaustivos en absoluto. En un orden cronológico aproximado según el contenido, con los datos editoriales, estos son los volúmenes de las obras escogidas de Cannon: 
- The fifth year of the Russian revolution: a report of a lecture (enlace roto disponible en Internet Archive; véase el historial, la primera versión y la última). New York: Workers Party of America 1923.
- Trade unions in America (with James Cannon and Earl Browder) Chicago, Ill.: Published for the Trade Union Educational League by the Daily worker 1925 (Little red library #1)
- Leon Trotsky: memorial address "To the memory of the old man"  New York: Pioneer Publishers for the Socialist Workers Party 1940
- Socialism on trial: the official court record of James P. Cannon's testimony in the famous Minneapolis "sedition" trial.  New York: Pioneer Publishers 1942
- The workers and the Second World War: speech to the tenth National Convention of the Socialist Workers Party, Oct. 2-4, 1942: with the political resolution adopted by the Convention New York, Pioneer Publishers 1942
- Defense policy in the Minneapolis trial. (enlace roto disponible en Internet Archive; véase el historial, la primera versión y la última). (contributor) New York, Pioneer Publishers 1942
- The struggle for a proletarian party New York, Pioneer Publishers 1943 (2001 edition with new introduction)
- The end of the Comintern (enlace roto disponible en Internet Archive; véase el historial, la primera versión y la última). New York, Pioneer Publishers 1943 alternate link
- The Russian revolution New York, Pioneer Publishers 1944
- Why we are in prison: farewell speeches of the 18 SWP and 544-CIO Minneapolis prisoners. New York, Pioneer Publishers 1944
- The history of American Trotskyism: report of a participant New York, Pioneer Publishers 1944
- American Stalinism and anti-Stalinism (enlace roto disponible en Internet Archive; véase el historial, la primera versión y la última). New York, Pioneer Publishers 1947 alternate link
- The coming American revolution (enlace roto disponible en Internet Archive; véase el historial, la primera versión y la última). New York, Pioneer Publishers 1947 alternate link
- The Voice of socialism: radio speeches by the Socialist Workers Party candidates in the 1948 election New York, Pioneer Publishers 1948 alternate link (enlace roto disponible en Internet Archive; véase el historial, la primera versión y la última).
- The road to peace according to Stalin and according to Lenin (enlace roto disponible en Internet Archive; véase el historial, la primera versión y la última). New York, Pioneer Publishers 1951 alternate link
- America's road to socialism New York, Pioneer Publishers 1953 alternate link (enlace roto disponible en Internet Archive; véase el historial, la primera versión y la última).
- The I.W.W.: on the fiftieth anniversary of the founding convention New York, Pioneer Publishers 1955 (Pioneer pocket library #4)
- The Debs centennial: written on the 100. anniversary of the birth of Eugene V. Debs (enlace roto disponible en Internet Archive; véase el historial, la primera versión y la última). New York, Pioneer Publishers 1956 (Pioneer pocket library #5) alternate link
- Notebook of an Agitator. New York: Pioneer Publishers, 1958
- Socialist election policy in 1958 New York, Pioneer Publishers 1958
- Socialism and democracy New York, Pioneer Publishers 1959
- The First Ten Years of American Communism: Report of a Participant. New York: Lyle Stuart, 1962
- Letters from prison, New York, Merit Publishers 1968
- Peace politics vs revolutionary politics: Henry Wallace and the 1948 presidential campaign: report and summary of Socialist Workers Party election policy of 1948 New York, Young Socialist Alliance 1968
- Leon Trotsky on labor party: stenographic report of discussion held in 1938 with leaders of the Socialist Workers Party (with others) New York: Bulletin Publications 1968
- Defending the revolutionary party and its perspectives; [documents and speeches of the 1952-53 factional struggle and split in the Socialist Workers Party.]. New York, National Education Dept., Socialist Workers Party, 1968
- Speeches for Socialism. New York: Pathfinder Press, 1971.
- Speeches to the Party: The Revolutionary Perspective and the Revolutionary Party. New York: Pathfinder Press, 1973.
- The fight against fascism in the USA: forty years of struggle described by participants  New York, National Education Dept., Socialist Workers Party, 1976
- What is American fascism?: writings on Father Coughlin, Mayor Frank Hague, and Senator Joseph McCarthy New York, National Education Dept., Socialist Workers Party, 1976
- Background to "The struggle for a proletarian party" New York, National Education Dept., Socialist Workers Party, 1979
- Don't strangle the party: three letters and a talk New York, NY: Fourth Internationalist Tendency; Detroit, MI: Socialist Unity, 1986
- James P. Cannon and the Early Years of American Communism: Selected Writings and Speeches, 1920-1928. New York: Prometheus Research Library, 1992.
- Dog Days: James P. Cannon vs. Max Shachtman in the Communist League of America, 1931-1933. New York: Prometheus Research Library, 2002.

### Obras escogidas y discursos
- The Left Opposition in the US, 1928-31. New York: Monad Press, 1981.
- The Communist League of America, 1932-34. New York: Monad Press, 1985.
- The Socialist Workers Party in World War II. New York: Pathfinder Press, 1975. — Writings from 1940-1943.
- The Struggle for Socialism in the "American Century". New York: Pathfinder Press, 1977. — Writings from 1945-1947.